# 조가사키카이간역
조가사키카이간역(일본어: 城ヶ崎海岸駅、じょうがさきかいがんえき)은 일본 시즈오카현 이토시 후토 에 있는 이즈 급행 이즈 급행선의 역이다. 단선 승강장 1면 1선을 가진 지상역이다. 역번호는 IZ05.

## 역 구조
1개 승강장에서 양방향 열차가 발차한다.
| ■ 이즈 급행선 | 하행 | 이즈큐시모다 방면 | ■ 이즈 급행선 | 상행 | 이토 · 아타미 방면 |

## 갤러리

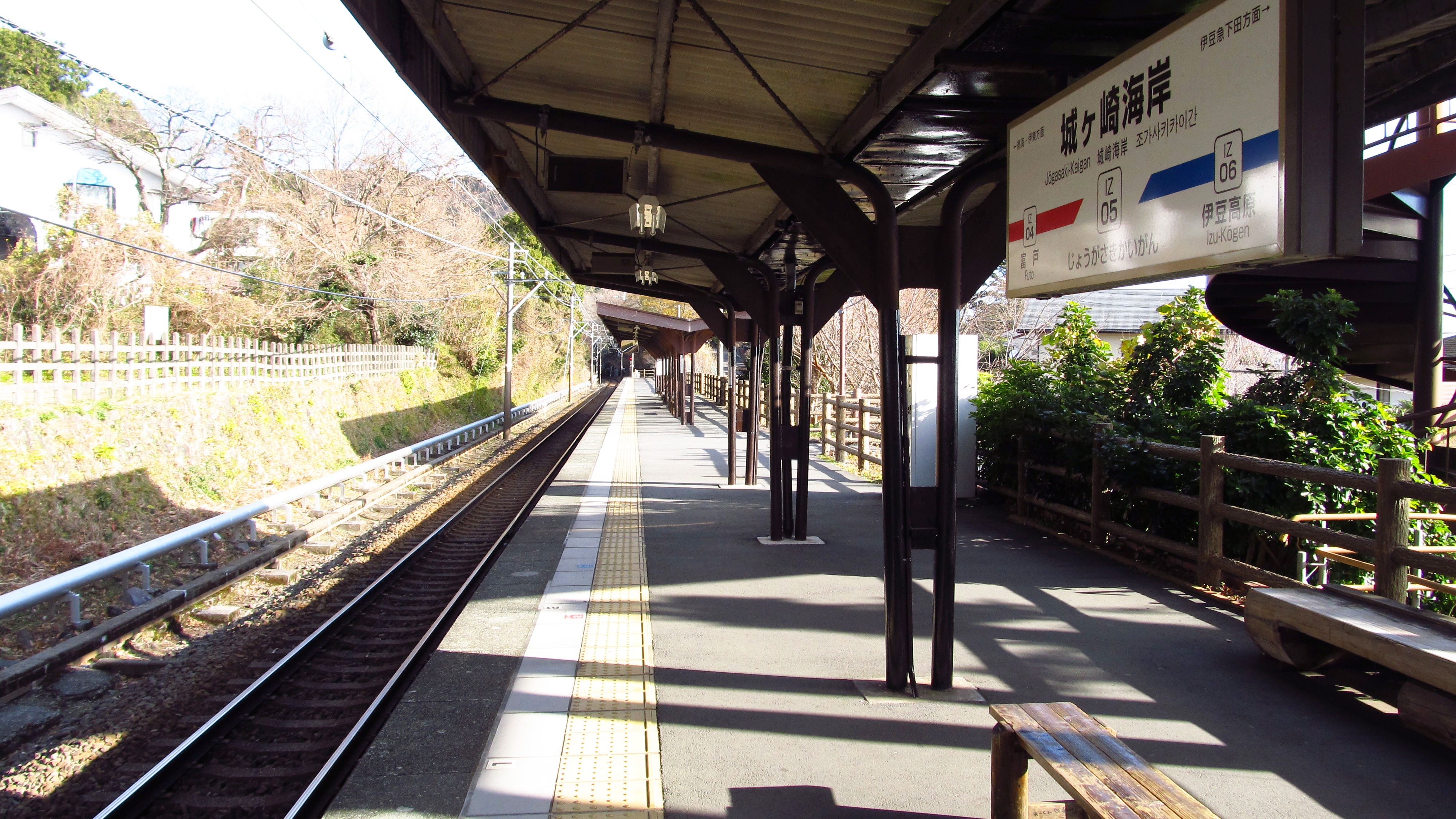
승강장
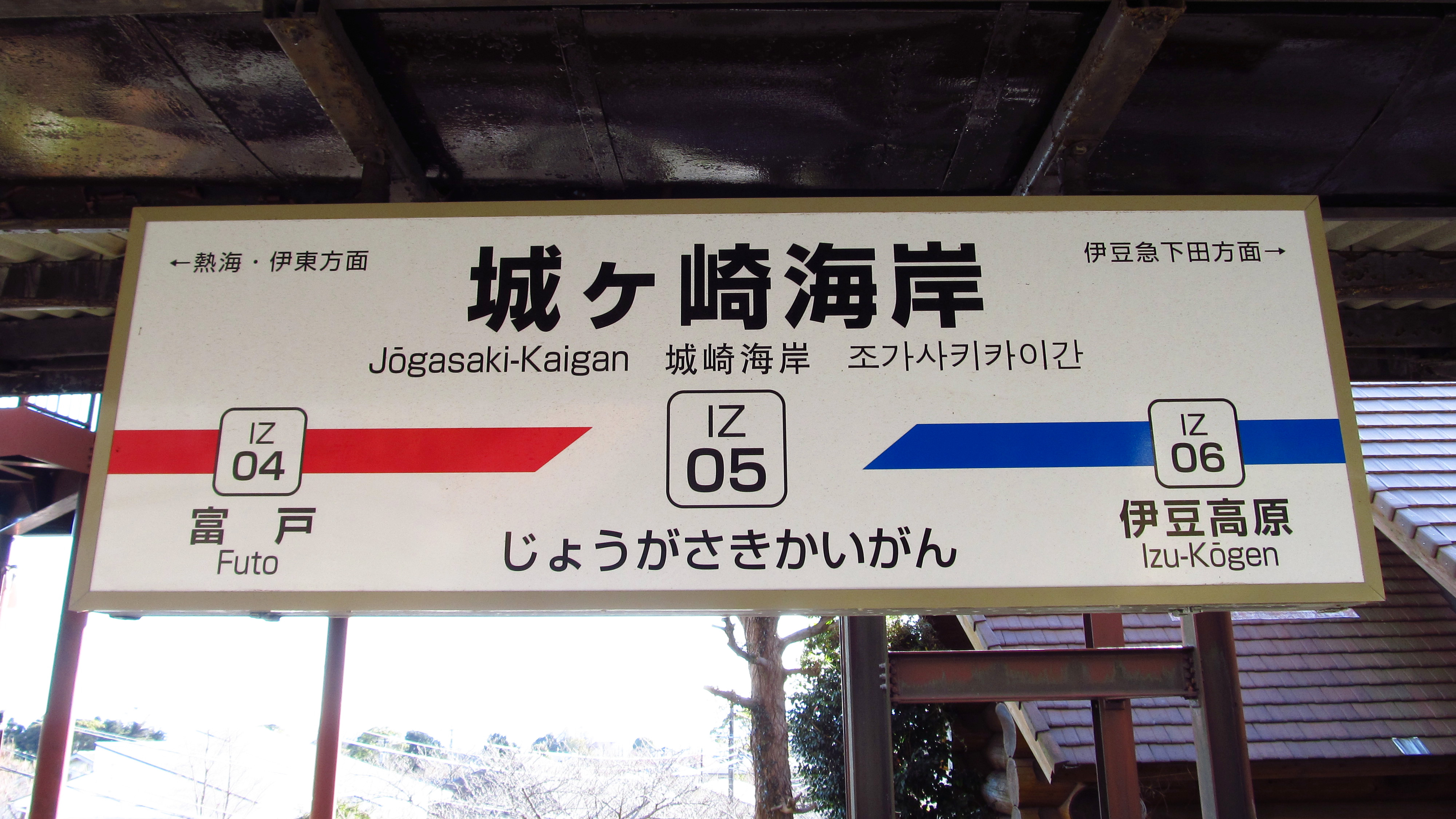
역명판

## 인접역
| 이즈 급행 이즈 급행선 | 이즈 급행 이즈 급행선 | 이즈 급행 이즈 급행선      |
| --------------------- | --------------------- | -------------------------- |
| 후토 이토 방면        | ■ 이즈 급행선         | 이즈코겐 이즈큐시모다 방면 |